# میروسلاف دووژاک
میروسلاف دووژاک (چکی: Miroslav Dvořák; ۱۱ اکتبر ۱۹۵۱ – ۱۲ ژوئن ۲۰۰۸) بازیکن هاکی روی یخ اهل چکسلواکی بود.
از باشگاه‌هایی که در آن بازی کرده‌است می‌توان به فیلادلفیا فلایرز اشاره کرد.